# Adesmia odontophylla
Adesmia odontophylla är en ärtväxtart som beskrevs av Rodolfo Amando Philippi. Adesmia odontophylla ingår i släktet Adesmia och familjen ärtväxter. Inga underarter finns listade i Catalogue of Life.